# Plebeia malaris
Plebeia malaris är en biart som beskrevs av Jesus Santiago Moure 1962. Plebeia malaris ingår i släktet Plebeia och familjen långtungebin. Inga underarter finns listade i Catalogue of Life.